# Вињичње
Вињичње (слч. Viničné) насељено је мјесто са административним статусом сеоске општине (слч. obec) у округу Пезинок, у Братиславском крају, Словачка Република.

## Становништво
| Година:    | 1994. | 2004.    | 2014.    | 2024.    |
| ---------- | ----- | -------- | -------- | -------- |
| Број људи: | 1419  | 1608     | 2249     | 2800     |
| Разлика:   |       | +13,31 % | +39,86 % | +24,49 % |

| Година:    | 2023. | 2024. |
| ---------- | ----- | ----- |
| Број људи: | 2800  | 2800  |
| Разлика:   |       | +0 %  |

Према подацима о броју становника из 2011. године насеље је имало 2.079 становника.